# 이상용 (축구인)
이상용(李相龍, 1961년 1월 25일~)은 대한민국의 전직 축구 선수이다. 현역 시절 포지션은 공격수였다.

## 선수 경력
이상용은 1983년 한일은행 축구단에서 뛰었다가  1984시즌을 앞두고 유공 코끼리에 입단햐여 프로 무대에 데뷔했다. 1984년 4월 8일 한일은행 축구단과의 경기에서 K리그 데뷔골을 기록했다.